# Adobe Premiere Pro
Adobe Premiere Pro é um programa de computador, da empresa Adobe Systems, que é empregado para a edição de vídeos profissionais.

## Idiomas
O Adobe Premiere Pro está disponível nas edições para as plataformas Windows e Macintosh. Este produto está disponível nas versões em coreano, inglês, francês, alemão, italiano, japonês, espanhol e português.

## Chroma key
O Adobe Premiere Pro foi considerado o melhor editor frames por segundo de conteúdo áudio visual em modelagem bidimensional (2D) e renderização com modelagem tridimensional (3D), além de possuir um dos melhores efeitos de chroma key, dentre todos os outros editores de vídeo, e além de todos os benefícios, conta também com total interatividade com os outros programas da marca Adobe Systems, o chamado Dynamic Link (ou "Conexão Dinâmica", em tradução literal). Em outras palavras, você pode copiar e colar arquivos do Adobe Premiere Pro no Adobe After Effects, e pode fazer esta ação com praticamente todos os demais programas da Adobe. 